# Opisthotropis kikuzatoi
Opisthotropis kikuzatoi là một loài rắn trong họ Rắn nước. Loài này được Okada & Takara mô tả khoa học đầu tiên năm 1958.